# عبد الرحمن الغساني
عبد الرحمن سمير جمعة الغساني (مواليد 8 يوليو 1990 في ولاية الرستاق، سلطنة عمان) هو لاعب كرة قدم عماني يلعب مع نادي فنجاء في دوري المحترفين العماني. مثّل منتخب سلطنة عمان لكرة القدم. بدأ عبد الرحمن الغساني مسيرته الرياضية عام 2011 مع نادي الرستاق.

## روابط خارجية
- عبد الرحمن الغساني على موقع قاعدة بيانات كرة القدم.إي يو (الإنجليزية)
- عبد الرحمن الغساني على موقع ناشيونال فوتبول تيمز (الإنجليزية)
- عبد الرحمن الغساني على موقع Soccerway.com (الإنجليزية)